# ヤロブアム1世
ヤロブアム1世は、古代イスラエル王国分裂後の北イスラエル王国を樹立した初代の王である。ヤラベアム（口語訳聖書）とも表記する。聖書中には、ヤロブアム1世という表現はなく、単にヤロブアム、またはネバトの子ヤロブアムと記されている。

## 生涯
ヨルダン川渓谷のツェレダの出身で、父はネバデ、母はツェレダの出身のエフライム人である。若いときにその手腕と勤勉さを買われて、ソロモンによってヨセフの家の管理者に任じられた。
シロ人の預言者アヒヤに会い、ヤロブアムが分裂後の10部族の支配者になると告げられた。ソロモンはそのことでヤロブアムを殺害しようとするが、彼はエジプトに逃亡して、エジプトでシシャクの保護を受ける。
ソロモンの死後、レハブアムが第4代の王に即位すると、不満を持った人々はヤロブアムをエジプトから呼び出して、レハブアムに重税と重労働の軽減を要請したが、聞き入れられなかったので、10部族はヤロブアムを北イスラエルの王として、王国は分裂した。
イスラエルの部族をエルサレムから引き離すために、シェケムとペヌエルを再建して、金の子牛を2頭作り、ベテルとダンに置いた。レビの子孫でないものを祭司にして、仮庵の祭りを勝手に変更した。